# Abell 2151
Abell 2151, numit și roiul din Hercule, este un roi de galaxii compus din 100 până la 300 de galaxii în constelația Hercule pe filamentul galactic Marele Zid. 
Cele mai strălucitoare galaxii din acest roi sunt Arp 272 (NGC 6050 & IC 1179), două galaxii spirale în interacțiune situate la 450 de milioane de ani-lumină deTerra. 
Abell 2151 face parte din super-roiul Hercule.

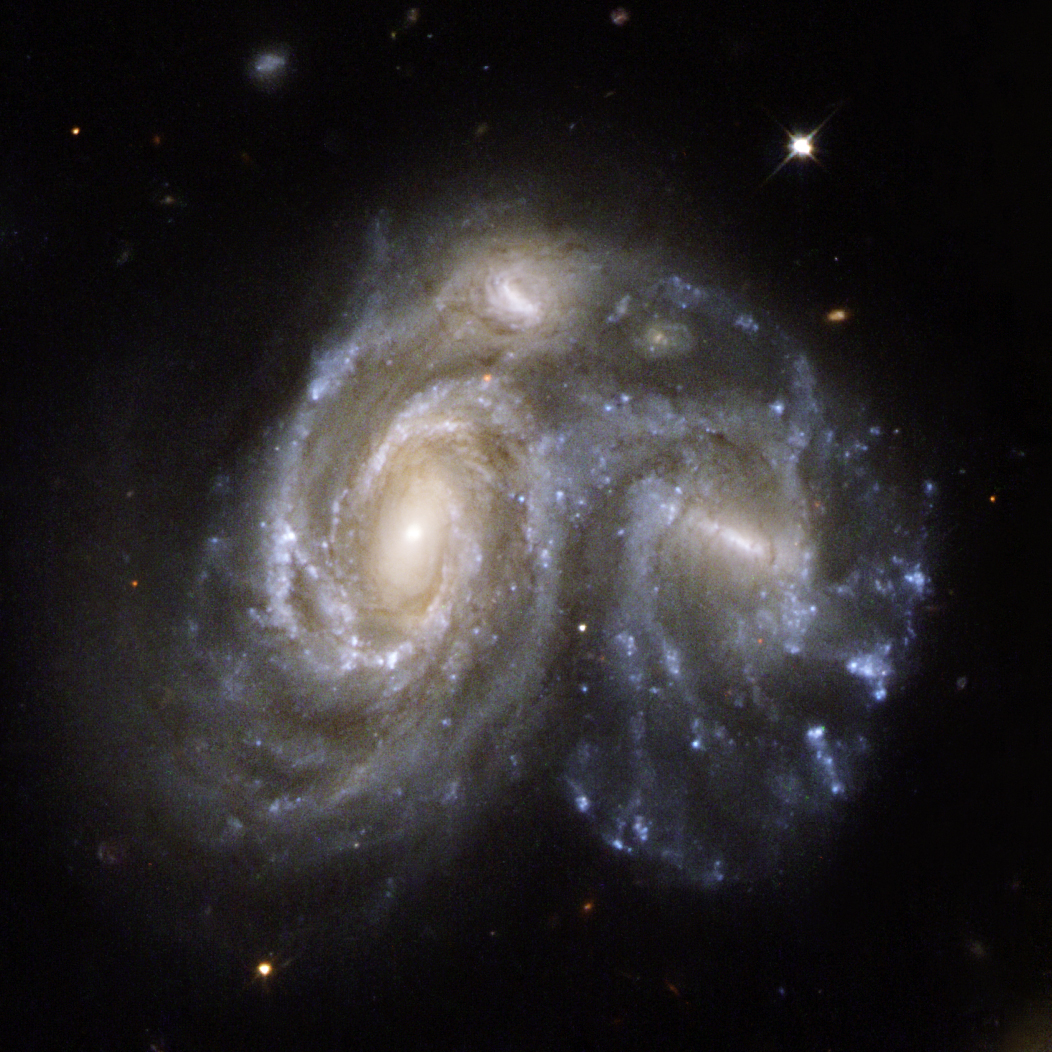
Arp 272, imagine realizată de Hubble.

## Listă a galaxiilor identificate
- Arp 272 (NGC 6050 & IC 1179)
- NGC 6054
- IC 1182
- IC 1183
- IC 1184
- IC 1185
- NGC 6047
- NGC 6043
- Arp 71 (NGC 6045)